# Santa Luzia (Bahia)
Santa Luzia is een gemeente in de Braziliaanse deelstaat Bahia. De gemeente telt 15.613 inwoners (schatting 2009).

## Aangrenzende gemeenten
De gemeente grenst aan Arataca, Camacan, Canavieiras, Mascote en Una.